# Lestidiops jayakari jayakari
Lestidiops jayakari jayakari is een ondersoort van de straalvinnige vissen uit de familie van de barracudinas (Paralepididae). De wetenschappelijke naam van de soort is voor het eerst geldig gepubliceerd in 1889 door Boulenger.